# 8.º Ejército (Unión Soviética)
El 8.º Ejército fue organizado en 1939 por las fuerzas armadas de la Unión Soviética e integrado en el Ejército Rojo durante la Segunda Guerra Mundial. El 8.º Ejército estuvo basado en el distrito militar de Leningrado y encargado principalmente de las operaciones militares en la región noroeste, fronteriza con Estonia, Letonia y Finlandia.

## Historia
El 8.º Ejército estuvo comandado inicialmente por Iván Jabárov y Grigori Shtern, siendo destacado para la invasión de Finlandia en 1939, donde participó en la batalla de Kollaa y la batalla de Tolvajärvi,
En 1940, el 8.º Ejército fue inscrito en el distrito militar especial del Báltico participando en las operaciones de defensa del frente noroccidental frente al ataque de la Wehrmacht en junio de 1941, en la región de Estonia. Desde agosto de 1941, fue replegado hacia el sector de Leningrado formando parte del dispositivo de defensa establecido en el sitio de la ciudad. En el invierno de 1941 participó en los combates sin éxito conducidos para la ruptura del sitio desde la cabeza de puente del río Nevá.
En enero de 1942, el ejército atravesó el lago Ladoga  helado hacia el frente de Vóljov  en cuyo sector se desarrollaría en agosto de ese año la Ofensiva de Siniávino. Desde enero de 1943, el 8.º Ejército cubrió el flanco sur del ataque al frente de Leningrado  que desembocaría en los violentos combates de la ofensiva de Mga en verano de ese año. En enero de 1944, el 8.º ejército estableció su cuartel general en el lago Peipus y con nuevos refuerzos participó en la ofensiva Nóvgorod-Luga y en las tentativas de rodear al Destacamento de Ejército alemán Narva, en la batalla de Narva. En julio y agosto de 1944 intervino en la batalla de la línea Tannenberg y en septiembre, encabezó, junto con la flota del Báltico y el 2.º Ejército de choque, la ofensiva de Tallin que desembocó en la toma de la capital estonia y en la expulsión de las tropas alemanas de la parte continental de Estonia.
En noviembre de 1944 el 8.º Ejército tuvo un papel destacado en la Operación Moonsund que eliminó a las fuerzas del Eje que defendían el archipiélago de Moonsund. A partir de ese momento y hasta el final de la guerra, el 8.º Ejército defendió la costa de Estonia. En septiembre de 1945, fue formalmente disuelto y sus unidades reubicadas por el alto mando en el distrito militar de Siberia acuartelado en Novosibirsk.

## Comandantes
- Guerra de Invierno: Iván Jabarov
- Marzo-junio 1941: teniente general P .P. Sobennikov
- Julio 1941: teniente general F. S. Ivanov
- Julio-agosto 1941: mayor general I. M. Lyubovtsev
- Agosto-septiembre 1941: teniente general P. S. Pshennikov
- Septiembre 1941: mayor general Vladímir Shcherbakov
- Septiembre-noviembre 1941: teniente general Trifon Shevaldin[6]
- Noviembre 1941-enero 1942: mayor general A. L. Bondarev
- Enero-abril 1942: mayor general Aleksandr Sujomlin[7]
- Abril 1942-enero 1945: mayor general, hasta noviembre de 1942, luego teniente general Filipp Stárikov